# Naïve/Hell to Go
Naïve/Hell to Go è il primo remix album dei KMFDM, pubblicato nel 1994, e contiene le riedizioni delle canzoni dell'album Naïve, soprattutto per eliminare l'infrazione del copyright in Liebesleid.

## Tracce
1. Welcome – 0:17
2. Naïve – 5:23
3. Go to Hell (Fuck MTV Mix) – 5:45
4. Virus (Pestilence Mix) – 5:08
5. Godlike (Doglike Mix) – 5:37
6. Leibesleid (Infringement Mix) – 4:39
7. Die Now-Live Later (Born Again Mix) – 5:09
8. Piggybank – 6:36
9. Achtung! – 4:21
10. Friede (Remix) – 4:40
11. Disgust (Live in Seattle) – 2:55

## Formazione
Al progetto collaborano numerosi artisti. Gli unici a rimanere permanenti nel gruppo sono:
- Sascha Konietzko – cantante
- Günter Schulz – chitarrista